# Rééquilibrage de portefeuille
Le rééquilibrage de portefeuille (en anglais : rebalancing) est une stratégie d'investissement qui consiste à modifier la composition d'un portefeuille financier qui s'était écarté de la composition initialement souhaitée. Un rééquilibrage passe par une réallocation d'actifs (en en vendant ou achetant de nouveaux), c'est-à-dire par une modification de leur pondération respective dans le portefeuille.

## Définition
Lorsqu'un fonds d'investissement crée un véhicule d'investissement, elle détermine l'équilibre du portefeuille ; il peut par exemple contenir 60% d'actions et 40% d'obligations. Si, au bout d'une année, le marché des actions a connu une forte hausse et que les actions représentent 80% de la valeur du portefeuille, un rééquilibrage peut être décidé afin de revenir à l'équilibre initial. Les échéances du rééquilibrage peuvent être différentes selon la nature des actifs en question : ceux qui ont la plus forte volatilité (par exemple, les cryptomonnaies qui ne sont pas stables) font l'objet d'un rééquilibrage de manière plus régulière.
Ainsi, le rééquilibrage de portefeuille permet de maintenir l'allocation cible de l'investisseur au niveau des risques qu'il est prêt à supporter. En vendant ce qui a monté et en achetant ce qui a baissé, le rééquilibrage de portefeuille peut éventuellement permettre d'augmenter le rendement du portefeuille. L'objectif principal du rééquilibrage demeure cependant une réduction du risque. Un rééquilibrage majeur a souvent lieu après une crise économique.
Les fonds d'investissement prévoient des rééquilibrages de manière périodique. Le rééquilibrage est l'occasion de faire évoluer la pondération accordée à chaque actif ou classe d'actifs. Le rééquilibrage de portefeuille induit toutefois des coûts de transactions qui peuvent rendre l'opération négative en termes de rendement. Le fonds doit aussi prendre en compte le coût fiscal de la cession de ses actifs. Le rééquilibrage n'a ainsi lieu qu'après un calcul du coût d'opportunité.

## Historique
Il est difficile de déterminer l'origine de la stratégie de rééquilibrage de portefeuille. Une forme moderne apparaît dans les années 1940 lorsque John Templeton a recours à une version primitive du price-earnings ratio ajusté au cycle pour estimer la valeur réelle des actifs sur le marché financier américain.
Le modèle d'évaluation des actifs financiers ne prend pas en compte les frais de rééquilibrage.
Les politiques monétaires non conventionnelles comme l'assouplissement quantitatif ont pour conséquence un rééquilibrage des portefeuilles.